# Dan-Axel Zagadou
Dan-Axel Zagadou (Créteil, 3 giugno 1999) è un calciatore francese, difensore dello Stoccarda.

## Caratteristiche tecniche
Giocatore dalla stazza fisica imponente è dotato di grande forza fisica, di piede mancino, può ricoprire sia il ruolo di centrale difensivo che di terzino sinistro.

## Carriera

### Club
Cresciuto nelle giovanili del Paris Saint-Germain, nell'estate 2017 passa ai tedeschi del Borussia Dortmund, firmando un contratto quinquennale. Esordisce con la maglia dei gialloneri il 5 agosto seguente, partendo da titolare nella Supercoppa di Germania contro il Bayern Monaco, persa ai calci di rigore. Il 27 ottobre 2017 segna il suo primo gol da professionista, nella sconfitta per 4-2 in casa dell'Hannover 96. È svincolato dal primo luglio 2022.
Una serie di infortuni lo ha costretto a saltare numerose gare, per un totale di 603 giorni (un anno e mezzo) e 83 partite perse in 5 anni al Dortmund.

### Nazionale
Ha giocato nelle nazionali giovanili francesi Under-16, Under-17, Under-18, Under-19, Under-20, Under-21.

## Statistiche

### Presenze e reti nei club
Statistiche aggiornate al 30 giugno 2024.
| Stagione                    | Squadra                     | Campionato                  | Campionato | Campionato | Coppe nazionali | Coppe nazionali | Coppe nazionali | Coppe continentali | Coppe continentali | Coppe continentali | Altre coppe | Altre coppe | Altre coppe | Totale | Totale |
| Stagione                    | Squadra                     | Comp                        | Pres       | Reti       | Comp            | Pres            | Reti            | Comp               | Pres               | Reti               | Comp        | Pres        | Reti        | Pres   | Reti   |
| --------------------------- | --------------------------- | --------------------------- | ---------- | ---------- | --------------- | --------------- | --------------- | ------------------ | ------------------ | ------------------ | ----------- | ----------- | ----------- | ------ | ------ |
| 2016-2017                   | Paris Saint-Germain 2       | CFA                         | 9          | 0          | -               | -               | -               | -                  | -                  | -                  | -           | -           | -           | 9      | 0      |
| 2017-2018                   | Borussia Dortmund           | BL                          | 11         | 1          | CG              | 1               | 0               | UCL+UEL            | 2+1                | 0                  | SG          | 1           | 0           | 16     | 1      |
| 2018-2019                   | Borussia Dortmund           | BL                          | 17         | 2          | CG              | 1               | 0               | UCL                | 4                  | 0                  | -           | -           | -           | 22     | 2      |
| 2018-2019                   | Borussia Dortmund II        | RL                          | 1          | 0          | -               | -               | -               | -                  | -                  | -                  | -           | -           | -           | 1      | 0      |
| 2019-2020                   | Borussia Dortmund           | BL                          | 15         | 1          | CG              | 2               | 0               | UCL                | 5                  | 0                  | SG          | 0           | 0           | 22     | 1      |
| 2020-2021                   | Borussia Dortmund           | BL                          | 9          | 0          | CG              | 2               | 0               | UCL                | 2                  | 0                  | -           | -           | -           | 13     | 0      |
| 2021-2022                   | Borussia Dortmund           | BL                          | 15         | 0          | CG              | 1               | 0               | UCL+UEL            | 2+1                | 0+0                | SG          | 0           | 0           | 19     | 0      |
| Totale Borussia Dortmund    | Totale Borussia Dortmund    | Totale Borussia Dortmund    | 67         | 4          |                 | 7               | 0               |                    | 17                 | 0                  |             | 1           | 0           | 92     | 4      |
| 2021-2022                   | Borussia Dortmund II        | 3L                          | 3          | 0          | -               | -               | -               | -                  | -                  | -                  | -           | -           | -           | 3      | 0      |
| Totale Borussia Dortmund II | Totale Borussia Dortmund II | Totale Borussia Dortmund II | 4          | 0          | -               | 0               | 0               |                    | 0                  | 0                  |             | 0           | 0           | 4      | 0      |
| set. 2022-2023              | Stoccarda                   | BL                          | 17+2       | 0          | CG              | 1               | 0               | -                  | -                  | -                  | -           | -           | -           | 20     | 0      |
| 2023-2024                   | Stoccarda                   | BL                          | 19         | 1          | CG              | 3               | 0               | -                  | -                  | -                  | -           | -           | -           | 22     | 1      |
| Totale Stoccarda            | Totale Stoccarda            | Totale Stoccarda            | 38         | 1          |                 | 4               | 0               |                    | 0                  | 0                  |             | 0           | 0           | 42     | 1      |
| Totale carriera             | Totale carriera             | Totale carriera             | 118        | 5          |                 | 11              | 0               |                    | 17                 | 0                  |             | 1           | 0           | 147    | 5      |

## Palmarès

### Club

#### Competizioni nazionali
- Supercoppa di Germania: 1

Borussia Dortmund: 2019
- Coppa di Germania: 2

Borussia Dortmund: 2020-2021
Stoccarda: 2024-2025